# آلبانی (پنسیلوانیا)
آلبانی (به انگلیسی: Albany) یک منطقهٔ مسکونی در ایالات متحده آمریکا است که در شهرستان برکس، پنسیلوانیا قرار دارد.